# Wright Brothers National Memorial
Il Wright Brothers National Memorial, situato a Kill Devil Hills in Carolina del Nord sulla collina dove i fratelli Wilbur e Orville Wright compirono i primi esperimenti di volo, è un monumento che commemora i primi voli effettuati con successo con una macchina più pesante dell'aria.
Il monumento è costituito da una torre di granito di circa 18 metri di altezza, la cui forma ricorda quella di un'ala, sulla cui sommità si trova un piccolo faro. Costruito a partire dal 1930, nel 1966 è stato inserito nel National Register of Historic Places al numero 66000071.

## Il memoriale

### Storia

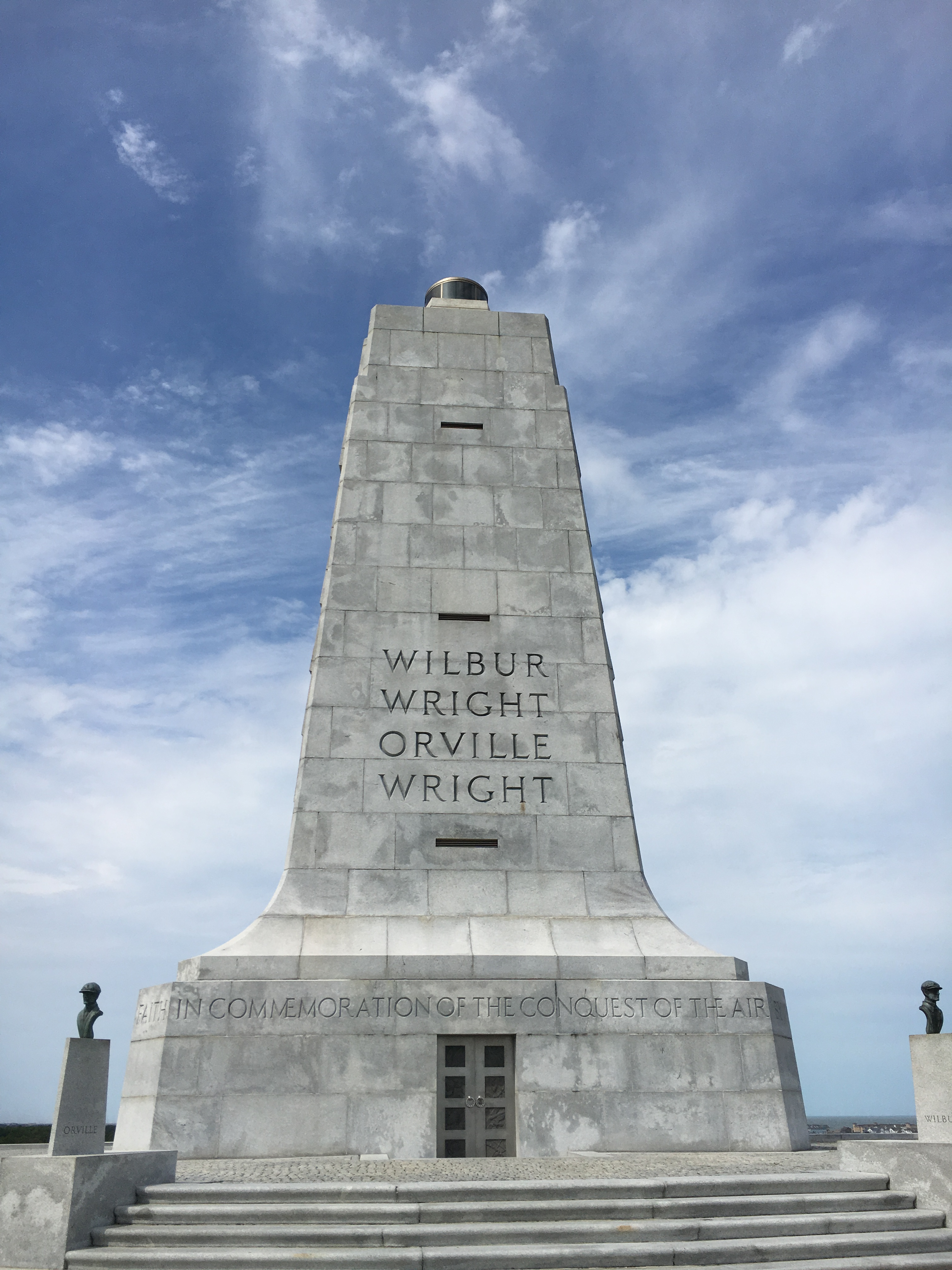
Il memoriale visto di fronte

La costruzione di un memoriale dedicato ai fratelli Wright a Kill Devil Hill fu autorizzata il 2 marzo 1927 da parte del Dipartimento della guerra degli Stati Uniti. 
Per la progettazione del monumento fu indetto un concorso, che vide 36 partecipanti, e nel febbraio 1930 fu dichiarato vincitore il progetto degli architetti newyorkesi Robert Perry Rogers e Alfred Easton Poor. Visto il peso della futura struttura, prima dell'inizio dei lavori il Dipartimento della Guerra incaricò il capitano William H. Kindervater della preparazione dell'area. Per mettere in sicurezza la collina sabbiosa Kindervater fece seminare della gramigna rossa sulla collina e nell'area circostante, utilizzando uno speciale fertilizzante per favorirne la crescita, e fece costruire una recinzione per impedire l'accesso agli animali che avrebbero potuto mangiarla.
La costruzione iniziò nell'ottobre 1931, con un budget di 213.000 dollari, e terminò nel novembre 1932. L'inaugurazione ebbe luogo il 14 novembre dello stesso anno. Si attendeva la presenza di più di 20000 persone, ma a causa del maltempo vi parteciparono solo un migliaio, tra cui Orville Wright, ospite d'onore della cerimonia, e l'aviatrice Ruth Nichols.
Il 10 agosto 1933 il monumento passò sotto il controllo del National Park Service e il 4 dicembre 1953 il Congresso lo dichiarò National Memorial. il 15 ottobre 1966 è stato inserito nel National Register of Historic Places al numero 66000071.
Nel 2008 sono stati eseguiti alcuni lavori di ristrutturazione, con lo scopo di risolvere i problemi di infiltrazioni d'acqua, ritinteggiare gli interni, migliorare l'impianto di illuminazione e sostituire i cavi del faro sul sommità, riattivato per la prima volta dopo essere stato spento durante la Seconda Guerra Mondiale.

### Descrizione
Il memoriale, situato sulla sommità di una grande duna sabbiosa di circa 30 metro di altezza, è costituito da una torre di 18 metri a base triangolare realizzata in granito grigio proveniente dal North Carolina Granite Corporation Quarry Complex nei pressi di Mount Airy. La torre poggia su una platea di fondazione, di altezza variabile tra gli 1,5 e i 3 metri, con la forma di una stella a cinque punte. Per la realizzazione del complesso sono state utilizzate circa 1100 tonnellate di granito, 1800 tonnellate di ghiaia, 700 tonnellate di sabbia e 350 tonnellate di cemento.
Le facciate dei due lati maggiori, di circa 13 metri di larghezza, sono decorate con un bassorilievo che le fa assomigliare all'ala spiegata di un gigantesco uccello. Sul terzo lato, di larghezza alla base di circa 11 metri, si trova una porta in acciaio inossidabile che conduce all'interno della torre, dove una scala permette di raggiungere la sommità dove si trova il faro. La porta è decorata da 8 formelle in bronzo che raffigurano simboli e personaggi storici e mitologici connessi con il volo. Ai lati della breve scalinata che conduce alla porta si trovano due busti in bronzo dei fratelli Wright, i cui nomi sono riportati anche al centro della facciata.
Tutto attorno alla base della torre si trova un'iscrizione che recita:

## Il centro visitatori

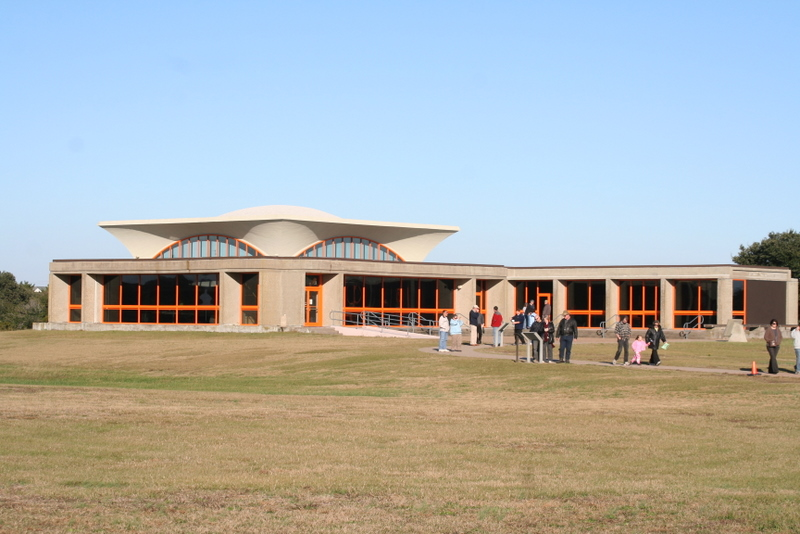
Il centro visitatori

Circa 600 metri a sud est del memoriale si trova il centro visitatori del complesso, realizzato nel 1960 su progetto degli architetti Ehrman Mitchell e Romaldo Giurgola all'interno della cosiddetta Mission 66, un programma di sviluppo del National Park Service che prevedeva un notevole miglioramento dei servizi disponibili ai visitatori dei propri parchi entro il 1966.
Il centro è costituito da un edificio in calcestruzzo di un unico piano e ospita un museo con in mostra gli utensili e i macchinari utilizzati dai fratelli Wright durante i loro esperimenti di volo, compresa una riproduzione della galleria del vento usata per testare la forma delle ali e una parte del motore utilizzato durante il primo volo. All'interno della sala principale, sormontata da una cupola in calcestruzzo di 12 metri di larghezza, si trova una riproduzione a grandezza naturale del Flyer 1903, il velivolo con cui i fratelli Wright compirono il primo volo controllato con una macchina più pesante dell'aria (il biplano originale è conservato presso il National Air and Space Museum dello Smithsonian Institution di Washington). All'interno del museo sono presenti anche un modello in scala originale dell'aliante utilizzato dai fratelli Wright nel 1902, costruito sotto la supervisione dello stesso Orville Wright, e le fotografie di diversi altri pionieri del volo. 
Il progetto del centro visitatori è stato il primo lavoro importante per lo studio di Mitchell e Giurgola e i molti pareri favorevoli da parte della critica permisero ai due architetti di essere conosciuti in tutta la nazione. Il centro è stato dichiarato National Historic Landmark nel 2001, per la sua importanza all'interno del programma Mission 66 e per aver legittimato l'uso di architettura moderna all'interno di un parco nazionale.